# Список населённых пунктов, существовавших на территории Старого Оскола
За всю историю в состав города Старый Оскол вошло несколько десятков населённых пунктов. В данном списке перечислены населённые пункты, включённые в состав города до 2007 года. Населённые пункты, вошедшие в состав Старого Оскола в результате расширения территории в 2007 году, перечислены в статье Старооскольский городской округ.

## Населённые пункты, вошедшие в состав территории Старого Оскола до 1918 года
- Александровский посёлок
- Божинов хутор
- Беломестная слобода
- Гончаровское поселение
- Гранкин усадьба
- Заимник хутор
- Займище хутор
- Кондауровка усадьба
- Куколка усадьба
- Кренёва хутор
- Кладбище выселок
- Лихушин хутор[2]
- Отхожие Сенные Покосы хутор
- Панская слобода
- Поминов-Первый хутор
- Поминов-Второй хутор
- Прудских хутор
- Пушкарная Нагорная слобода
- Руденки хутор
- Рыльская Нагорная слобода
- Рыльская Подгорная слобода
- Сведенская Поляна поселение
- Свистовка хутор
- Стрелецкая Нагорная слобода
- Суры поселение
- Сычёвское усадьба
- Тарасовское усадьба
- Троицкая слобода
- Троицкий хутор
- Усть-Ублинский острог
- Холостая слобода
- Чаполов хутор
- Ямы хутор

## Населённые пункты, вошедшие в состав территории Старого Оскола после 1918 года
- 626 километр разъезд (1980)
- Александровка село (1989)
- Бабанинка село (часть; 1980)[3]
- Верхне-Атаманское село (часть, 1989; полностью, 2020)[4]
- Воротниково село (часть; 1980)
- Гумны cлобода (1964)[5]
- Ездоцкая слобода (1964)
- Казацкая слобода (1964)
- Казацкий посёлок
- Калинин хутор (1980)
- Канатной фабрики посёлок (1964)
- Каплино село (часть; 1964)
- Кобылин хутор (1980)
- Котёл разъезд (1980)
- Ламская слобода (1957)
- Макурьевка село (1964)
- Набокино разъезд (1957)
- Незнамово село (часть; 1980)
- Незнамовский посёлок (2000)
- Прогари село (2000)
- Пушкарская слобода (1957)
- Соковое село (1989)
- Станции Старый Оскол посёлок (1957)[6]
- Стойло село (1989)
- Стрелецкая слобода (1957)
- У́глы село (1964)
- Ямская слобода (1964)[7]